# Lac des Bois
Ne doit pas être confondu avec Lac des Bois (Territoires du Nord-Ouest).
Le lac des Bois (en anglais : Lake of the Woods) est un lac d'eau douce situé dans les provinces canadiennes de l’Ontario et du Manitoba ainsi que dans l’État américain du Minnesota. Il existe une exclave des États-Unis, l'Angle nord-ouest du Minnesota, qui ne peut être atteinte qu’en passant par le Canada ou en empruntant les eaux du lac. On y trouve également la zone (l’île Penasse) la plus au nord des États-Unis (hors Alaska). 
Le lac des Bois est l'un des vestiges du lac Agassiz. Le premier Européen à s'y être rendu pourrait être Jacques de Noyon qui a hiverné au lac à la Pluie en 1688.
Le lac est alimenté par la rivière à la Pluie (qui marque la frontière américano-canadienne), le lac Shoal, le lac Kakagi et par d’autres plus petites rivières. Le lac se déverse dans le lac Winnipeg par la rivière Winnipeg.
Sa longueur et sa largeur font environ 100 km et il contient 14 552 îles. La longueur cumulée de ses côtes (îles comprises) fait environ 105 000 km. Il est situé à 322 mètres d'altitude.
Les îles offrent un habitat de choix pour le pluvier siffleur (Charadrius melodus), pour le pélican d'Amérique et pour le pygargue à tête blanche.
Vu sa position frontalière, le lac est régulé par une convention internationale. Un traité entre le Canada et les États-Unis a été signé en 1925 pour contrôler le niveau du lac.

## Municipalités près du lac des bois
- Angle Inlet (Minnesota)
- Baudette (Minnesota)
- French Portage Narrows (Ontario)
- Keewatin (Ontario)
- Kenora (Ontario)
- Middlebro (Manitoba)
- Minaki (Ontario)
- Rainy River (Ontario)
- Sioux Narrows (Ontario)
- Warroad (Minnesota)

## Îles du lac
La plus grande île du lac est la péninsule d’Aulneau. Elle est reliée aux terres par un petit passage mais un canal y fut creusé ce qui en fait artificiellement  une île à part entière. La péninsule fait environ 32 km de long sur 16 km de large. Dans la péninsule, on retrouve également plus de 80 lacs dont le plus grand est le lac Arrow.
Le nom a été donné en l’honneur du père jésuite français Jean-Pierre Aulneau, qui y fut tué le 6 juin 1736 en compagnie de Jean Baptiste de La Vérendrye et de tout un groupe de Français et d'Indiens. Une église catholique portant son nom se trouve également dans la localité de Warroad dans le Minnesota.
Autres îles
- Big Island
- Île Bigsby
- Île Oak
- Île Flag
- Île Penasse
- Île Magnuson, site du Fort St. Charles
- Île Copeland
- Île Massacre, où un groupe de 20 commerçants français et d’indiens cris ont été décapités par des Sioux au milieu du XVIIIe siècle. Une croix commémore les faits sur le rivage de l’île. Ce fut l’étincelle qui déclencha la guerre entre les Sioux et les Ojibwés (alliés des Français et des Cris).

## Tourisme

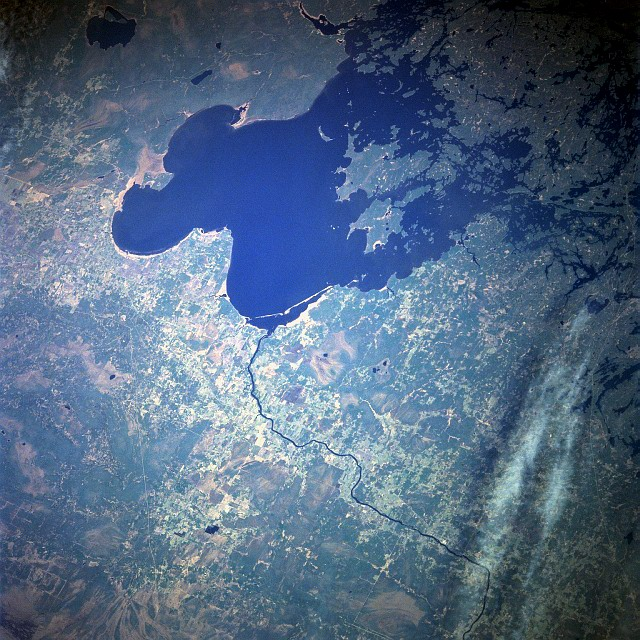
Le lac des Bois vu de l'espace.

L’économie locale est fortement tributaire du tourisme. Il y a beaucoup de zones récréatives à proximité du lac. On y trouve également des parcs, des campings, de la location de bateaux, des activités de pêche. Le lac est bien connu pour la pêche car on y trouve le doré jaune (Sander vitreus) et des spécimens de brochets. 